# 彼得里夫斯凱 (伊久姆區)
49°10′31″N 36°53′33″E / 49.17528°N 36.89250°E
彼得里夫斯凱（羅馬化：Petrivske）是位於烏克蘭東部的村莊，由哈爾科夫州伊久姆區的巴拉克利亚市镇負責管轄。該村處於北頓涅茨河畔，始建於1731年，面積6.57平方公里，海拔高度75米，2020年人口2,731。